# Saxifraga globulifera
Saxifraga globulifera  (лат.) — вид травянистых растений рода Камнеломка (Saxifraga) семейства Камнеломковые (Saxifragaceae).
Растение растёт на юге Испании на известняковых скалах и утёсах. Гибралтарская разновидность является эндемиком Гибралтарского заповедника. Населяет Атласские горы.
Листья железисто-волосистые, от 5 до 15 миллиметров в длину. Стебли от 7 до 12 сантиметров высотой содержат от трех до семи небольших с белыми лепестками цветов.